# Messier 34
Messier 34 (também conhecido como M34 ou NGC 1039) é um aglomerado aberto localizado na constelação de Perseus. Foi descoberto por Giovanni Battista Hodierna antes de 1654 e incluido por Charles Messier no seu catálogo de objetos em 1764.
A M34 está a uma distância de 1.400 anos-luz da Terra e é constituído por 100 estrelas. Abrange cerca de 35 ' no céu, o que equivale a ráio verdadeiro de 7 anos-luz. O aglomerado só é visível a olho nu em condições muito escuras, fora das luzes da cidade. É bem visto com binóculos.

## Descoberta e visualização
O aglomerado aberto foi descoberto pelo astrônomo italiano Giovanni Battista Hodierna antes de 1654, sendo redescoberto independentemente por Charles Messier, que o catalogou em 25 de agosto de 1764.
É visível a olho nu como uma mancha nebulosa. Suas estrelas mais brilhantes podem ser resolvidas mesmo em binóculos 10 x 50 e sua melhor visualização ocorre em telescópios de baixa magnificação. Equipamentos ópticos amadores podem resolver até 80 estrelas, sendo muitas arranjadas em pares.

## Características

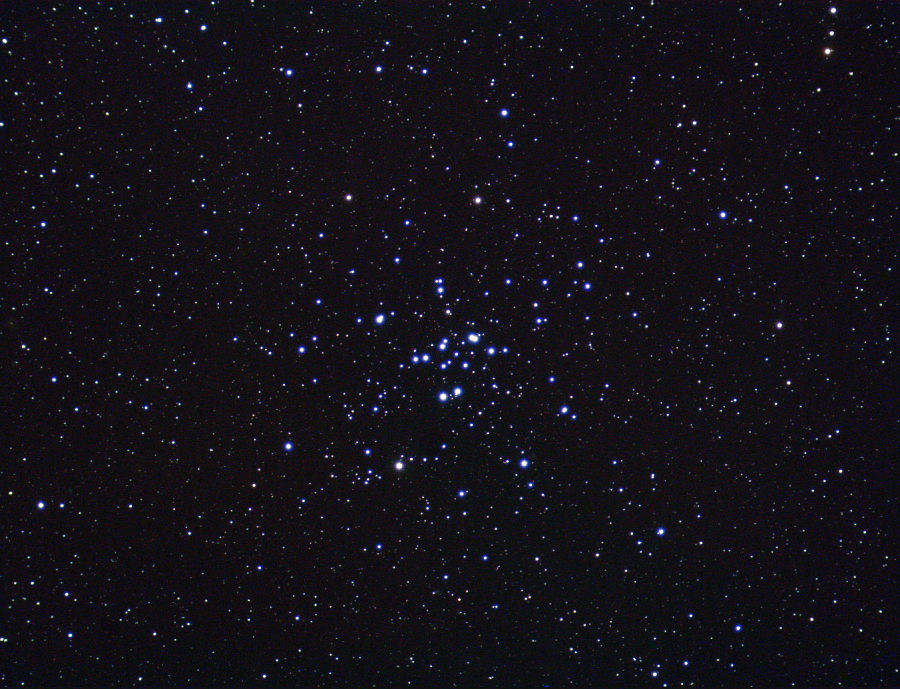
Messier 34, Ole Nielsen

É um aglomerado aberto de idade intermediária (em termos astronômicos), contendo mais de 100 estrelas, segundo Helen Sawyer Hogg. Está a uma distância de 1 400 anos-luz em relação à Terra e tem uma extensão aparente de 35 minutos de grau, pouco maior do que o diâmetro aparente da Lua Cheia. Sua extensão aparrente corresponde a 14 anos-luz de extensão real, embora Åke Wallenquist tenha medido sua extensão aparente em 42 minutos, o que corresponde a uma extensão real de 18,5 anos-luz.
Foi classificdo pelo Sky Catalogue 2000.0 como um aglomerado aberto I,3,m, de acordo com a classificação de aglomerados abertos de Robert Julius Trumpler, onde a classe I refere-se aos aglomerados mais densos e a classe IV aos menos densos; a classe 1 aos aglomerados com pouca diferença de brilho entre seus componentes e a classe 3 aos que tem grande diferença de brilho; e a classe p aos aglomerados pobres em estrelas, m para aglomerados com a quantidade de estrelas dentro da média e r para os ricos em estrelas. Contudo, foi classificado como II,3,r, segundo Woldemar Götz. Sua estrela mais brilhante tem magnitude aparente 7,9.
Sua idade foi estimada em 110 milhões de anos por Sebastian von Hoerner, em 1957, embora o Sky catalogue 2000.0 dê uma idade de 190 milhões de anos e Georges Meynet 180 milhões de anos. Seu movimento espacial, segundo Olin J. Eggen, é semelhante a outros aglomerados abertos, como as Plêiades, NGC 2516, IC2602, o aglomerado de Alpha Persei e o aglomerado de Delta Lyrae.